# Thainetes
Thainetes tristis es una especie de araña araneomorfa de la familia Linyphiidae. Es el único miembro del género monotípico Thainetes.

## Distribución
Se encuentra en Tailandia.